# Такое лето
«Такое лето» (фр. Un été comme ça) — художественный фильм канадского режиссёра Дени Коте, премьера которого состоялась 14 февраля 2022 года на 72-м Берлинском кинофестивале. Главные роли в картине сыграли Лариса Корривуа, Лор Джаппикони и Ауде Матье.

## Сюжет
В центре повествования три женщины-нимфоманки, которые на месяц поселяются в деревне, чтобы при помощи социального работника и психотерапевта убедить себя в том, что нимфомания — не болезнь.

## В ролях
- Лариса Корривуа — Леони
- Лор Джаппикони — Эжени
- Ауде Матье — Аиша
- Анна Ратте-Полле — Октавия

## Релиз и оценки
Премьерный показ «Такого лета» состоялся 14 февраля 2022 года на 72-м Берлинском кинофестивале.
Российский кинокритик Елена Плахова охарактеризовала «Такое лето» как самый радикальный фильм Берлинале. Она высоко оценила актёрские работы Ларисы Корривуа, Лор Джаппикони, Ауде Матье и Анны Ратте-Полле, «иногда выходящие на уровень кинематографа Ингмара Бергмана», а также режиссуру Дени Коте. Для Дмитрия Елагина («Фильм.ру») «Такое лето» — «один шажок» к показу секса на экране как «обычного действия». Тот факт, что фильм Дени остался на Берлинале без наград, этот критик счёл несправедливостью.